# مير حسيني
مير حسيني (بالفارسية: مير حسيني) كما يُكتب بالتهجئة اللاتينية Mīr Ḩasanī؛ ومعروفة أيضا باسم مِيرَسَني وميروسيني) هي قرية إيرانية تقع في قسم لامرد الريفي في البلدة المركزية في مقاطعة لامرد، محافظة فارس، إيران. بلغ عدد سكانها حسب تعداد عام 2006 حوالي 227 نسمة يشكّلون 57 أسرة.